# Carl Johan Wiberg
Carl Johan Mårten Wiberg, född 19 augusti 1896 i Sundsvall, död i juni 1977 i Berlin, var en svensk affärsman och antinazist som arbetade för USA:s underrättelsetjänst OSS i Berlin 1944–1945.
Wiberg hade gjort affärer i Berlin sedan första världskriget. Hans första hustru, Paula, avled 1939. Under andra världskriget ägde han en limfabrik, Metallfix Wiberg & Co, som under krigets slutskede förstördes i allierade bombangrepp. Wiberg stannade i Berlin-Wilmersdorf och verkade under 1944 och fram till slaget om Berlin våren 1945 som agent för OSS, underställd den danske motståndsmannen Henning Jessen-Schmidt, och med kodnamnet "Maple"..
Efter slaget erkändes Wiberg även av de sovjetiska trupperna som allierad.
Wiberg var i Berlin representant för Utlandssvenskarnas förening och efter krigsslutet inofficiell representant för Svenska Röda Korset när han bistod svenskar med humanitär hjälp och evakueringar ut ur staden. Han var andra gången fram till sin död gift med Inge Müller som han träffade under slutstriderna i Berlin.